# Gerhard Pfeiffer (Historiker)
Gerhard Pfeiffer (* 14. Februar 1905 in Breslau; † 17. Juli 1996 in Nürnberg) war ein deutscher Archivar und Historiker.

Gerhard Pfeiffer besuchte von 1911 bis 1923 das Maria-Magdalena Gymnasium und studierte anschließend an den Universitäten Breslau und Tübingen. Sein akademischer Lehrer war Hermann Reincke-Bloch und 1929 promovierte er bei ihm in Breslau mit der Arbeit über Das Breslauer Patriziat im Mittelalter. Pfeiffer fragte nach der sozialen Zusammensetzung des Patriziates und nach der gesellschaftlichen Schichtung der mittelalterlichen Stadt und berücksichtigte ebenfalls wirtschaftsgeschichtliche Probleme. Die Arbeit wurde zum Standardwerk. Nach einer Schulvertretung trat er in den höheren Archivdienst in Berlin-Dahlem. 1930 wurde er Hilfskraft am Staatsarchiv Münster. Dort hatte er die Aufgabe, die Akten und Urkunden der Rheinlandbesetzung zu sammeln und zu sichten. Ende 1932 wurde er Staatsarchivrat. In dieser Zeit bearbeitete er für das Westfälische Urkundenbuch das 13. und 14. Jahrhundert für das kurkölnische Westfalen. Im Juni 1934 wurde er ordentliches Mitglied der Historischen Kommission für Westfalen. 1945 schied er aus der Kommission aus. 1939 wurde ihm die Stelle des Direktors des Stadtarchivs Nürnberg übertragen. Am 4. November 1939 beantragte er die Aufnahme in die NSDAP und wurde zum 1. Dezember desselben Jahres aufgenommen (Mitgliedsnummer 7.297.090). 1940 erhielt er einen Lehrauftrag an der damaligen Hindenburg-Hochschule für Wirtschafts- und Sozialwissenschaften in Nürnberg und legte im selben Jahr eine maßgebliche Untersuchung über die Anfänge des Egidienklosters in staufischer Zeit vor. 1942 wurde er zum Wehrdienst eingezogen. In Belgien wurde Pfeiffer als Ortskommandeur eingesetzt.
Ende 1945 wurde er aus amerikanischer Kriegsgefangenschaft entlassen. Pfeiffer war wesentlich am Wiederaufbau des Nürnberger Stadtarchivs beteiligt. 1951 erhielt Pfeiffer einen Lehrauftrag für bayerische Kirchengeschichte an der Erlanger Theologischen Fakultät, 1957 wurde er Honorarprofessor. 1959 konnte er den ersten bis zum 13. Jahrhundert reichenden Band des Nürnbergischen Urkundenbuches vollenden. Im selben Jahr wurde er ordentliches Mitglied in der Kommission für bayerische Landesgeschichte bei der Bayerischen Akademie der Wissenschaften. Seit 1961 lehrte er als außerordentlicher Professor bayerische und fränkische Landesgeschichte, seit 1965 als ordentlicher Professor, an der Friedrich-Alexander-Universität Erlangen-Nürnberg. 1971 wurde er emeritiert. 1965 wurde er zum wissenschaftlichen Leiter der Gesellschaft für fränkische Geschichte gewählt und blieb in dieser Funktion bis 1976. Als stellvertretender wissenschaftlicher Leiter wirkte er noch bis 1982.
Pfeiffer forschte über die Geschichte Schlesiens, Westfalens und Frankens. Weitere Forschungsschwerpunkte galten der Reichsstadt Nürnberg, den oberdeutschen Reichsstädten, der Reformation und dem Landfrieden. 1965 gab er die Fränkischen Lebensbilder heraus. Im Jahr 1971 veröffentlichte er mit dem zweibändigen Werk Nürnberg. Geschichte einer europäischen Stadt eine bis heute gültige Gesamtdarstellung der Geschichte Nürnbergs. Ihm wurde 1969 die Aventinus-Medaille des Verbandes bayerischer Geschichtsvereine verliehen.

## Schriften
- Bayern und Brandenburg-Preußen. Ein geschichtlicher Vergleich. C. H. Beck, München 1984, ISBN 3-406-07394-8.
- Quellen zur Geschichte der fränkisch-bayerischen Landfriedensorganisation im Spätmittelalter (= Veröffentlichungen der Gesellschaft für Fränkische Geschichte. Reihe 2: Geschichte des fränkischen Kreises. 2 = Schriftenreihe zur bayerischen Landesgeschichte. 69). C. H. Beck, München 1975, ISBN 3-406-10469-X.
- als Herausgeber: Nürnberg. Geschichte einer europäischen Stadt. C. H. Beck, München 1971, ISBN 3-406-03394-6 (Unveränderter Nachdruck. ebenda 1982, ISBN 3-406-08764-7).
- Das Breslauer Patriziat im Mittelalter (= Darstellungen und Quellen zur schlesischen Geschichte. 30, ZDB-ID 503418-8). Trewendt & Granier, Breslau 1929, (Genehmigte Lizenzausgabe, Neudruck. Scientia, Aalen 1973, ISBN 3-511-06330-2).